# 小行星7569
小行星7569（英語：7569）是一颗围绕太阳公转的小行星。1989年1月28日，Y. Oshima在静冈县发现了此天体。
这颗小行星的绝对星等为316.2293870216928等。